# Barrio Borro
El barrio Borro es un barrio situado en Casavalle, dentro del Departamento de Montevideo, en la República Oriental del Uruguay. Fue creado en el año 1926 a partir del fraccionamiento de la granja de José Borro, la cual figura en planos del año 1908.
A su vez esta granja habría pertenecido a la familia Castellanos, una de las familias de pobladores canarios que llegaron en el segundo contingente de población para Montevideo, en las chacras del Miguelete.

## Límites territoriales
El Barrio Borro está delimitado al este por la calle José Martirené, al oeste por el Arroyo Miguelete, al sur por la calle Leandro Gómez y norte por la cañada Iyuí.
El barrio Bonomi se creó a partir del fraccionamiento de la Quinta de Bonomi, muchos años después.

## Casa de Pedro Casavalle
La casa de Pedro Casavalle se encuentra ubicada en Camino General Leandro Gómez esquina Dr. Justo Montes Pareja. 
Pedro Casavalle fue un antiguo patriota vecino de Montevideo , quien poseïa una casa-azotea en las inmediaciones de la cañada que hoy lleva su nombre , pequeño afluente del Miguelete. En Dicha Casa se refugiaron los padres Franciscanos expulsados de la plaza por orden de Elío, en mayo de 1811, por ser simpatizantes de la causa patriota. 
Su construcción data del año 1750-1800

## Transporte
Por el barrio pasan varias líneas de ómnibus entre ellas: 158, 328 y 396. Cerca por la Avenida San Martín o Bulevar Aparicio Saravia circulan las líneas: 149 rojo Pocitos - Manga, 155 y 405. 
En el barrio la línea 158 tiene un destino intermedio que es: Avenida San Martín y Orsini Bertani.

## Plaza Casavalle
La plaza Casavalle se inauguró el 11 de diciembre de 2013, estuvo presente el presidente José Mujica. La plaza queda en Bulevar Aparicio Saravia y la Avenida Gustavo Volpe, está rodeada por la Escuela, la Policlínica , por el  Cuartel de Bomberos y la nueva Seccional de Casavalle. La plaza queda en el barrio Casavalle, en la ciudad de Montevdeo  de la República Oriental del Uruguay.